# Quick Step 2010
Questa voce raccoglie le informazioni riguardanti la Quick Step nelle competizioni ufficiali della stagione 2010.

## Stagione
Avendo licenza da UCI ProTeam, la squadra ciclistica belga ha diritto di partecipare alle gare del Calendario mondiale UCI 2010, oltre a quelle dei circuiti continentali UCI.

## Organico

### Staff tecnico
GM=General Manager; DS=Direttore Sportivo.
|  | Naz.              | Ruolo | Sportivo         |  |  |  |
|  | ----------------- | ----- | ---------------- |  |  |  |
|  | Belgio (bandiera) | GM    | Patrick Lefevere |  |  |  |
|  | Italia (bandiera) | DS    | Davide Bramati   |  |  |  |
|  | Belgio (bandiera) | DS    | Wilfried Peeters |  |  |  |
|  | Italia (bandiera) | DS    | Luca Guercilena  |  |  |  |
|  | Belgio (bandiera) | DS    | Rik Van Slycke   |  |  |  |
|  | Belgio (bandiera) | DS    | Rik Verbrugghe   |  |  |  |

### Rosa
|  | Naz.                   |  | Sportivo                            | Anno |  |  |
|  | ---------------------- |  | ----------------------------------- | ---- |  |  |
|  | Spagna (bandiera)      |  | Carlos Barredo                      | 1981 |  |  |
|  | Belgio (bandiera)      |  | Tom Boonen                          | 1980 |  |  |
|  | Italia (bandiera)      |  | Dario Cataldo                       | 1985 |  |  |
|  | Francia (bandiera)     |  | Sylvain Chavanel                    | 1979 |  |  |
|  | Belgio (bandiera)      |  | Kevin De Weert                      | 1982 |  |  |
|  | Belgio (bandiera)      |  | Dries Devenyns                      | 1983 |  |  |
|  | Belgio (bandiera)      |  | Stijn Devolder                      | 1979 |  |  |
|  | Paesi Bassi (bandiera) |  | Addy Engels                         | 1977 |  |  |
|  | Italia (bandiera)      |  | Mauro Facci                         | 1982 |  |  |
|  | Belgio (bandiera)      |  | Kurt Hovelijnck                     | 1981 |  |  |
|  | Belgio (bandiera)      |  | Kevin Hulsmans                      | 1978 |  |  |
|  | Belgio (bandiera)      |  | Iljo Keisse                         | 1982 |  |  |
|  | Bielorussia (bandiera) |  | Andrėj Kunicki                      | 1984 |  |  |
|  | Belgio (bandiera)      |  | Nikolas Maes                        | 1986 |  |  |
|  | Italia (bandiera)      |  | Davide Malacarne                    | 1987 |  |  |
|  | Francia (bandiera)     |  | Jérôme Pineau                       | 1980 |  |  |
|  | Italia (bandiera)      |  | Francesco Reda                      | 1982 |  |  |
|  | Belgio (bandiera)      |  | Frédérique Robert (stagista)        | 1989 |  |  |
|  | Bielorussia (bandiera) |  | Branislaŭ Samojlaŭ                  | 1985 |  |  |
|  | Belgio (bandiera)      |  | Kevin Seeldraeyers                  | 1986 |  |  |
|  | Germania (bandiera)    |  | Andreas Stauff                      | 1987 |  |  |
|  | Italia (bandiera)      |  | Matteo Tosatto                      | 1974 |  |  |
|  | Belgio (bandiera)      |  | Jurgen Van De Walle                 | 1977 |  |  |
|  | Belgio (bandiera)      |  | Kevin Van Impe                      | 1981 |  |  |
|  | Belgio (bandiera)      |  | Guillaume Van Keirsbulck (stagista) | 1991 |  |  |
|  | Danimarca (bandiera)   |  | Thomas Vedel Kvist                  | 1987 |  |  |
|  | Italia (bandiera)      |  | Marco Velo                          | 1974 |  |  |
|  | Belgio (bandiera)      |  | Wouter Weylandt                     | 1984 |  |  |
|  | Belgio (bandiera)      |  | Maarten Wynants                     | 1982 |  |  |

## Ciclomercato
| Iljo Keisse              | sospeso          |
| Nikolas Maes             | Topsport Vlaand. |
| Frédérique Robert        | PWS Eijssen      |
| Guillaume Van Keirsbulck | Beveren 2000     |

| Dominique Cornu    | Skil-Shimano    |
| Allan Davis        | Astana          |
| Steven de Jongh    | fine carriera   |
| Sébastien Rosseler | RadioShack      |
| Hubert Schwab      | Team Vorarlberg |

## Palmarès

### Corse a tappe
ProTour
- Tirreno-Adriatico

2ª tappa (Tom Boonen)
- Volta Ciclista a Catalunya

5ª tappa (Davide Malacarne)
- Giro d'Italia

3ª tappa (Wouter Weylandt)
5ª tappa (Jérôme Pineau)
- Tour de France

2ª tappa (Sylvain Chavanel)
7ª tappa (Sylvain Chavanel)
- Vuelta a España

15ª tappa (Carlos Barredo)
Continental
- Giro del Belgio

Classifica generale (Stijn Devolder)
- Circuit Franco-Belge

4ª tappa (Wouter Weylandt)
- Tour of Qatar

3ª tappa (Tom Boonen)
5ª tappa (Tom Boonen)
- Tour of Oman

5ª tappa (Tom Boonen)

### Corse in linea
Continental
- Halle-Ingooigem (Jurgen Van De Walle)
- Gran Premio Bruno Beghelli (Dario Cataldo)

### Campionati nazionali
Strada
- Campionati belgi

In linea (Stijn Devolder)
Cronometro (Stijn Devolder)
- Campionati bielorussi

Cronometro (Branislaŭ Samojlaŭ)

### Pista
- Sei giorni di Rotterdam (Iljo Keisse)

## Classifiche UCI

### Calendario mondiale UCI
Individuale
Piazzamenti dei corridori della Quick Step nella classifica individuale del Calendario mondiale UCI 2010.
| Pos. | Ciclista         | Punti |
| ---- | ---------------- | ----- |
| 19   | Tom Boonen       | 216   |
| 100  | Sylvain Chavanel | 40    |
| 118  | Carlos Barredo   | 26    |
| 120  | Wouter Weylandt  | 23    |
| 126  | Jérôme Pineau    | 20    |
| 134  | Dries Devenyns   | 17    |
| 151  | Kevin De Weert   | 12    |
| 169  | Dario Cataldo    | 9     |
| 186  | Francesco Reda   | 6     |
| 196  | Davide Malacarne | 6     |
| 248  | Andreas Stauff   | 2     |

Squadra
La Quick Step ha chiuso in sedicesima posizione con 325 punti.